# Liste der Monuments historiques in Chambourcy
Die Liste der Monuments historiques in Chambourcy führt die Monuments historiques in der französischen Gemeinde Chambourcy auf.

## Liste der Bauwerke
| Bezeichnung           | Beschreibung | Standort              | Kennzeichnung | Schutzstatus | Datum | Bild |
| --------------------- | ------------ | --------------------- | ------------- | ------------ | ----- | ---- |
| Abtei Joyenval        |              | (Lage)                | PA00087788    | Inscrit      | 1989  |      |
| Aquadukt von Retz     |              | (Lage)                | PA00087397    | Inscrit      | 1988  |      |
| Désert de Retz        |              | (Lage)                | PA00087398    | Classé       | 1941  |      |
| Haus von André Derain |              | 64, Grande-Rue (Lage) | PA00087399    | Inscrit      | 1986  |      |

## Liste der Objekte
- Monuments historiques (Objekte) in Chambourcy in der Base Palissy des französischen Kultusministeriums